# Ceratobaeus unifasciatus
Ceratobaeus unifasciatus är en stekelart som beskrevs av Mani och Durgadas Mukerjee 1976. Ceratobaeus unifasciatus ingår i släktet Ceratobaeus och familjen Scelionidae. Inga underarter finns listade i Catalogue of Life.